# Raknäbbar
Raknäbbar (Timeliopsis) är ett fågelsläkte i familjen honungsfåglar inom ordningen tättingar. Släktet omfattar endast två arter som båda förekommer på Nya Guinea:
- Rostraknäbb (T. griseigula)
- Olivraknäbb (T. fulvigula)